# 拉江斯科耶
48°20′15″N 39°35′7″E / 48.33750°N 39.58528°E
拉江斯科耶（俄语：Радянское），乌克兰当局称霍里霍瓦巴爾卡（烏克蘭語：Горіхова Балка），法理上是烏克蘭東部盧甘斯克州卢甘斯克区青年近衛軍城市鎮的村莊。該村始建於1972年，面積0.62平方公里，海拔高度174米，2001年人口148，人口密度每平方公里240.3人。